# Seznam raziskovalnih postaj na Antarktiki
Seznam raziskovalnih postaj na Antarktiki.
Predvidevanja kažejo, da na Antarktiki ob vsakem času živi najmanj 1000 ljudi. Številka se močno spreminja z letnimi časi, vendar celina nima stalnih prebivalcev. Nekatere vlade na njej vzdržujejo stalne raziskovalne postaje:

## Postaje
- Postaja Amundsen-Scott, geografski južni tečaj, Antarktični program ZDA,
- Postaja Bellingshausen, Otok kralja Jurija (62° 11' 47" J, 58° 57' 39" Z), Rusija,
- Postaja Bernardo O'Higgins, Antarktični polotok, čilenska vojska,
- Postaja Casey, Zaliv Vincennes, Avstralski antarktični odsek,
- Postaja komandanta Ferraza, Otok kralja Jurija (62° 08' J, 58° 40' Z), Brazilija,
- Postaja Davis, Dežela princese Elizabeth, Avstralski antarktični odsek,
- Postaja Dumont d'Urville, 66° 40' J, 140° 00' V, Francija,
- Postaja Eduardo Frei Montalva in Villa Las Estrellas, Otok kralja Edvarda, čilenske zračne sile,
- Postaja Georg von Neumayer, Zaliv Atka (70° 39' J, 08° 15' Z), Inštitut Alfreda Wegenerja, Nemčija,
- Raziskovalna postaja Halley, 75° 35' J, 26° 34' Z, Britanski antarktični urad,
- Poljska antarktična postaja Henryk Arctowski, 62° 10' J, 58° 28' Z, Otok kralja Jurija, Poljska,
- Postaja Maitri, v bližini območja Schirmache (70° 46' J, 11° 44' V), Indijski antarktični program,
- Postaja Marambio, Otok Seymour-Marambio, Argentina, spletišče,
- Postaja McMurdo, Rossov otok, ZDA,
- Otok Macquarie, Avstralski antarktični odsek,
- Postaja Mawson, Mac Robertsonova dežela, Avstralski antarktični odsek,
- Postaja Mirni, 66° 33' 07" J, 93° 00' 53" V, Rusija,
- Postaja Mizuho, 70° 41' J, 44° 19' V, Narodni inštitut za polarne raziskave, Japonska,
- Postaja Molodežna, 67° 40' 18" J, 45° 51' 21" Z, Rusija,
- Postaja Novolazarevska, Zemlja kraljice Maud (70° 46' 26" J, 11° 51' 54" V), Rusija,
- Postaja Palmer, Otok Anvers, ZDA,
- Postaja Progress, 69° 22' 44" J, 76° 23' 13" V, Rusija,
- Raziskovalna postaja Rothera, 67° 34' J, 68° 08' Z, Britanski antarktični urad,
- SANAE (Južnoafriške Narodne antarktične odprave), na obalni ledeni polici Fimbul v Zemlji kraljice Maud,
- Baza Scott, Rossov otok, Nova Zelandija,
- Postaja Showa, 66° 00' J, 39° 35' V, Narodni inštitut za polarne raziskave, Japonska,
- Baza Sv. Kliment Ohridski, 62° 38' 27" J, 60° 21' 53" Z, Bolgarija,
- Postaja Vernadski, 65° 14' 45" J, 64° 15' 28" Z, Ukrajina in
- Postaja Vostok, 78° 28' J, 106° 48' V, Rusija.